# Land der Berge, Land am Strome
Land der Berge, Land am Strome (Bergens land, land vid floden) är Österrikes nationalsång sedan 1946. Musiken skrevs 1791, förmodligen av Paul Wranitzky (1756-1808) men tidigare tillskriven Wolfgang Amadeus Mozart. Texten författades av Paula von Preradović.

## Försök till könsneutralt språk
Sedan 1990-talet har flera försök gjorts att ändra texten till att bli mer könsneutral. 2005 menade Österrikes kvinnominister Maria Rauch-Kallat från ÖVP på att orden Söhne, Bruderchören och Vaterland i texten borde ändras. Hennes förslag mötte stort motstånd av österrikiska dagstidningen Kronen Zeitung, och fick inte heller stöd av dåvarande koalitionspartnern BZÖ.
I januari 2010 presenterade popsångerskan Christina Stürmer en version av sången med "Heimat bist du großer Söhne und Töchter" (Du är de stora sönernas och döttrarnas hem), som en del av en kampanj driven av Österrikes utbildningsministerium. Hon stämdes för brott mot upphovsrättslagarna av Paula von Preradovićs dödsbo, men friades av Österrikes högsta domstol  som kallade den för "bara en modernisering" och lät hennes version bestå.

### Fotnoter
1. ↑  Werke zweifelhafter Echtheit – Band 3 Orchesterwerke und Lieder, vol. X/29/3, pp. xxxiii, xxxiv, Neue Mozart-Ausgabe
2. ↑  ”Austrian national anthem 'sexist'”. BBC news. 26 september 2005. http://news.bbc.co.uk/2/hi/europe/4283434.stm. Läst 13 april 2008.
3. ↑  https://www.ris.bka.gv.at/Dokument.wxe?Abfrage=Justiz&Dokumentnummer=JJT_20101215_OGH0002_0040OB00171_10S0000_000&ResultFunctionToken=ce757569-8224-419f-84b2-16238d5c7ae3&Gericht=&Rechtssatznummer=&Rechtssatz=&Fundstelle=&AenderungenSeit=Undefined&SucheNa